# 2021 en jeu
Pour les articles homonymes, voir 2021 en jeu vidéo.
Chronologie du jeu
- 2017
- 2018
- 2019
- 2020
- 2021
- 2022
- 2023
- 2024
- 2025

Cet article présente les faits marquants de l'année 2021 concernant le jeu.

## Évènements

### Compétitions
- 7 novembre : le Français Brieuc Thibault remporte le XXXVIIe Championnat de France de Diplomatie à Paris devant le Néerlandais René Van Rooijen et le Français Cyrille Sevin[1].

## Sorties

### Jeux de rôle
- Abracadabra Schola Magisteria, Stellamaris
- Achtung! Cthulhu (2D20 System), Modiphius
- Aquablue, Studio Deadcrows
- Awaken, Studio Deadcrows
- Bitume (7e édition), Raise Dead Editions
- Château Falkenstein (1re édition révisée), Lapin Marteau
- Dare-Luck Club (The), Dandyline Games
- Dear Great Cthulhu, Please Stop Giving Me Superpowers!, Basic'n'Bizarre
- Dee Sanction (The), Just Crunch Games
- Defiant, Game Machinery/Pattern Recog Editions
- Dernière Apocalypse (La) (kit de démo), Leviathan Editions
- Destinées*, Studio09
- Dime Legends, auto-édition
- Dishonored, Arkhane Asylum Publishing
- Doctor Who (5th edition), Cubicle 7
- Dungeon Crawl Classics, Akileos
- Expanse (The), Black Book Editions
- Fabula Ultima (kit de démo), Need Games
- Faerie Noire, auto-édition
- GODS, Arkhane Asylum Publishing
- Héritages, 12 Singes (Les)
- Héritiers (Les), Département des Sombres Projets
- Intrépides, Chibi
- Kabbale, Éditions du Troisième Œil (Les)
- Kawaïens, auto-édition
- Laelith (3e édition), Black Book Editions
- Légendes du Nouveau Soleil, Éditions du Manoir Absolu
- Limbes, 12 Singes (Les)
- Logos, 12 Singes (Les)
- Lost London (kit d'initiation), Batro' Games
- Macchiato Monsters, Lost Pages
- Mausritter (2de édition), Electric Goat
- Medium Aevum, 12 Singes (Les)
- Mutant: Year Zero (1re édition révisée), Arkhane Asylum Publishing
- NOC, Sethmes Éditeur
- Nuit,  Belle Rouge (La)
- Okimba, Galion Sauvage
- Oniroverse, Oniroverse - Arthur
- Paradis Perdu, Mister Frankenstein
- P'tits Pirates, La Loutre Rôliste
- Sapiens, Citron Magnétique
- SCP, 26 Letter Publishing
- Seigneurs des Arcanes, Kréashtag
- Spire, Barbu Inc.
- Stalker, Loutre Rôliste (La)
- Subabysse (9e édition), Napalm Éditions
- Super Bâton RPG, Obhéa Editions
- Talisman Adventures, kit de démo, Pegasus Spiele
- Terres d'Arran (Les), Black Book Editions
- Tylestel, Plume de Cyrano (La)
- Vast Grimm (kit de démo), Infinite Black
- Zombicide Chronicles (quickstart), CMON

## Récompenses
| Récompense                          | Jeu                     | Auteur(s) | Éditeur(s)     |
| ----------------------------------- | ----------------------- | --- | -------------- |
| As d'or 2021 Jeu de l'Année         | Micro Macro             | Johannes Sich/illus. Daniel Goll                                                                                 | Blackrock      |
| As d'or 2021 Jeu de l'Année Enfants | Dragomino               | Bruno Cathala/Marie Fort/Wilfried Fort/illus. Christine Deschamps/Maëva da Silva                                 | Blue Orange    |
| As d'or 2021 Jeu de l'Année Expert  | The Crew                | Thomas Sing/illus. Marco Armbruster                                                                              | Iello          |
| GRoG d'Or 2021                      | Le Cabinet des Murmures | Matthias Haddad                                                                                                  | Les XII Singes |
| GRoG d'Argent 2021                  | Barbarians of Lemuria   | Vincent Basset/Arnaud Prié/Andrea Salvatores/Camilla Chalcraft/Alex Hanna/Alexander Graeme Hunt/Simon Washbourne | Ludospherik    |

## Décès
le 13 août 2021 : Steve Perrin